# Eucalyptus alipes
Eucalyptus alipes là một loài thực vật có hoa trong Họ Đào kim nương. Loài này được (L.A.S.Johnson & K.D.Hill) D.Nicolle & Brooker mô tả khoa học đầu tiên năm 2005.